# Julien Fébreau
Julien Fébreau est un journaliste sportif français né à Rennes (Bretagne) le 26 décembre 1982. 
Il est le commentateur officiel de la Formule 1 depuis 2013 sur la chaîne de télévision française Canal+ aux côtés du Canadien Jacques Villeneuve, champion du monde de Formule 1 1997, prononçant la même phrase au départ de chaque Grand Prix : « Montez le volume, et rendez-vous au premier virage ! ».

## Biographie

### Origine et famille
Julien Fébreau est né à Rennes, en Bretagne le 26 décembre 1982. Son père, Christian Lefeuvre, est coach sportif sur le circuit de Lohéac et ancien pilote automobile qui a remporté le championnat de France de Rallycross en 1992,.
S'il effectue toute sa scolarité à Quimper, il passe une bonne partie de son enfance près du circuit de Lohéac, où il se rend régulièrement pour assister aux courses de rallycross en compagnie de son père, pilote automobile, et devient passionné de course automobile.
Depuis 2019, il vit à Suresnes (Hauts-de-Seine).

### Études et débuts à la radio
Après l'obtention d'un baccalauréat en communication au lycée Sainte-Thérèse de Quimper en 2001, Julien Fébreau intègre le Studio école de France à Boulogne-Billancourt, dont il sort diplômé de journalisme, en 2003. 
Après avoir intégré RMC Info comme stagiaire en juillet 2002, il est engagé par la station un an plus tard, où il devient assistant d'Alexandre Delpérier dans l'émission du soir DKP et producteur des programmes de Formule 1.

### Commentateur de la Formule 1 sur RMC
À partir du championnat du monde de Formule 1 2005, Julien Fébreau devient reporter sur les Grands Prix de Formule 1, qu'il commente avec Alexandre Delpérier et Patrick Tambay pour RMC. 
Il couvre par la suite les saisons 2006, 2007 et 2008.
En plus de ses activités sur la Formule 1, Julien Fébreau couvre également les 24 Heures du Mans et le Rallye Dakar pour la station. 
Début 2009, il quitte RMC pour Europe 1.

### Les années Europe 1
Début 2009, Julien Fébreau est recruté par Europe 1, où il retrouve Alexandre Delpérier pour commenter les Grands Prix de Formule 1 avec Dominique Bressot et Alain Prost, quadruple champion du monde de Formule 1.
Europe 1 a acquis les droits de retransmission radio du championnat du monde de Formule 1 pour les saisons 2009 et 2010.

### Débuts dans la presse écrite
Fin 2010, Europe 1 décide de suspendre les retransmissions des Grands Prix de Formule 1 sur son antenne, après avoir réduit la voilure en matière de sport en arrêtant leurs talk-shows quotidiens consacrés à la discipline. 
Julien Fébreau quitte alors Europe 1 et devient le spécialiste de la Formule 1 pour le journal L'Équipe.
Parallèlement à son métier de journaliste, Julien Fébreau s'essaye au pilotage en participant à des manches du Championnat de France de Rallycross, au volant d'une Citroën C2, en Division 4 depuis 2008.

### Grand Reporter sur Canal +

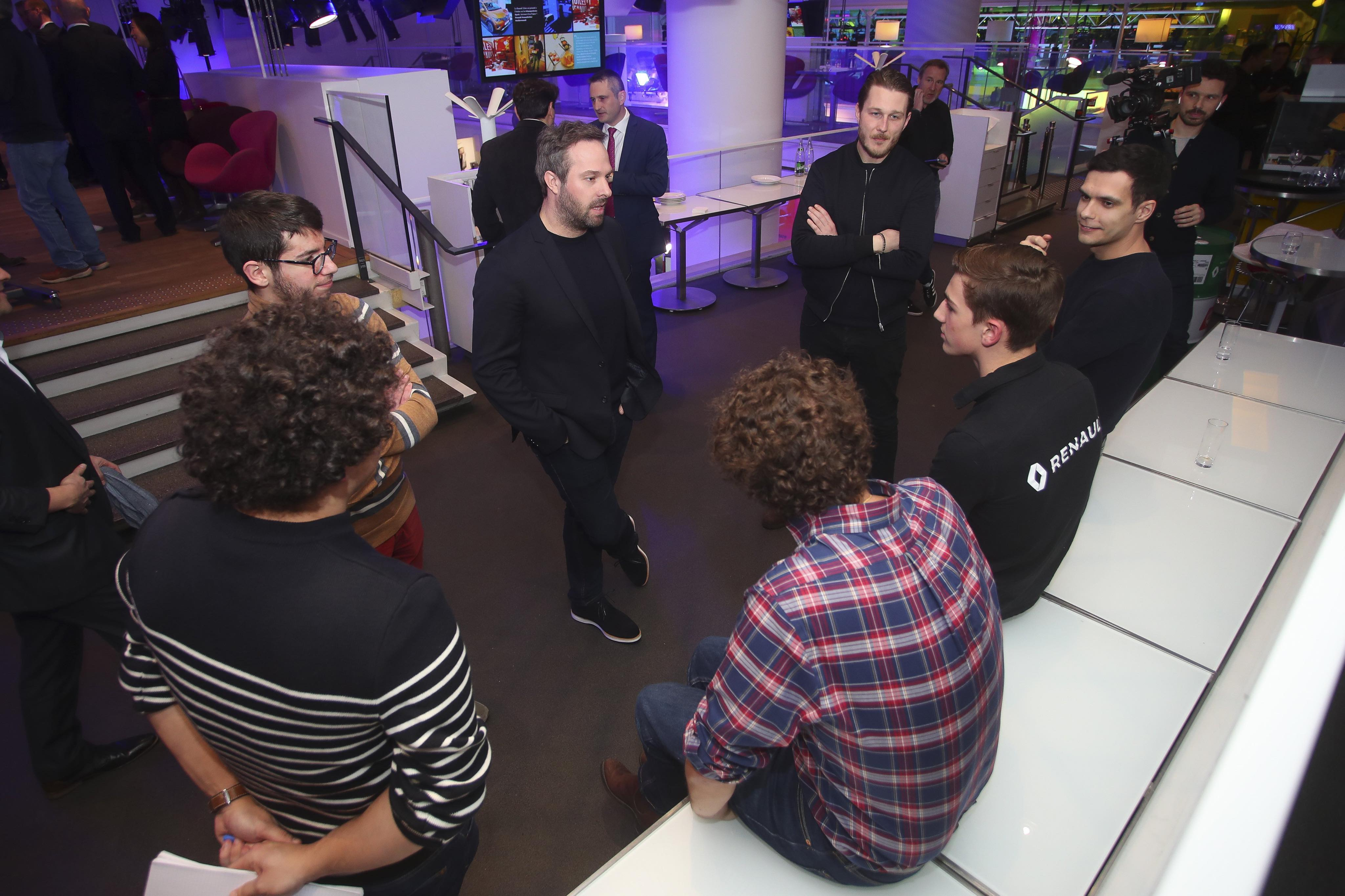
Julien Fébreau (au centre, debout, de trois-quarts), à l'Atelier Renault en 2020.

Après 20 ans de diffusion, TF1 abandonne les droits de retransmission télévisés de la Formule 1 fin 2012. La chaîne Canal+, qui lui succède, cherche un commentateur pour prendre le relais de Christophe Malbranque. 
C'est finalement Julien Fébreau qui est choisi pour commenter la F1. À ses côtés, Jacques Villeneuve devient le nouveau consultant-commentateur de la chaine. 
Il est également amené à commenter quelques Grand Prix avec Alain Prost, Franck Montagny, Jean Alesi, Esteban Ocon, Romain Grosjean, Théo Pourchaire ou encore Julien Simon-Chautemps pour des séances d'essais libres. 
Sa phrase au départ des Grand Prix « Montez le volume et rendez-vous au premier virage » est devenue célèbre.
Julien Fébreau intervient également dans l'émission de débat Les Spécialistes F1 sur Canal+ Sport et dans l'émission Formula One le dimanche soir, en clair, sur Canal +.
Durant les Jeux olympiques d'été de 2016, il commente les épreuves de canoé, de kayak en ligne et d'aviron sur Canal+ ainsi que la cérémonie de clôture avec Laura Flessel et Jean Galfione.
Son excitation et les paroles enflammées qu'il prononce lors du dernier tour du Grand Prix d'Italie 2020 (« Accelère, Accélère ! ») pour accompagner la victoire de Pierre Gasly, font le tour du monde.

### Julien Fébreau et le sport automobile

#### Rallycross

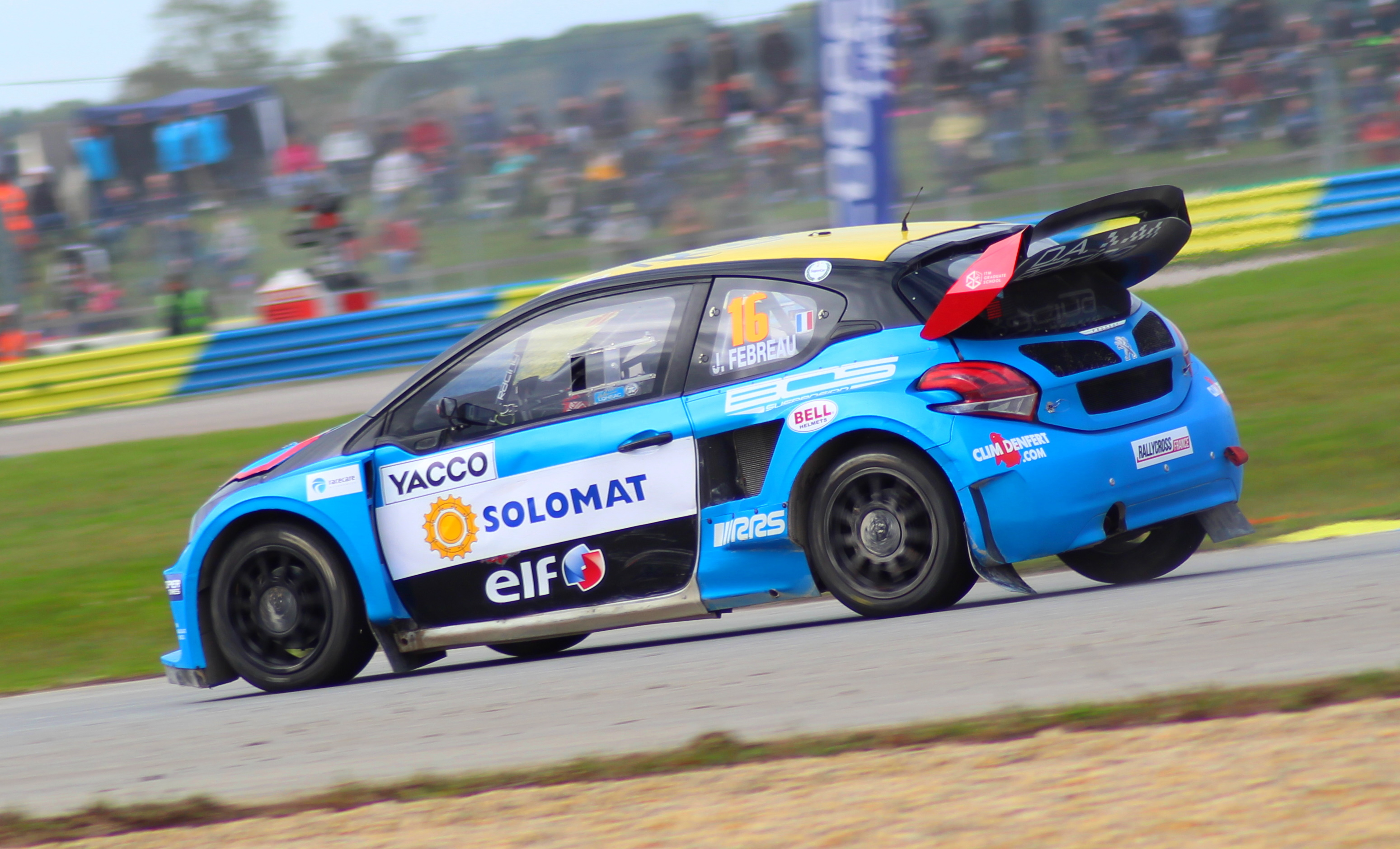
Julien Fébreau sur Peugeot 208 I WRX.

Fils du pilote automobile Christian Lefeuvre, Julien Fébreau découvre le sport automobile et le rallycross en particulier, en suivant son père sur les épreuves auxquelles il participe. Son père deviendra d'ailleurs champion de France de rallycross en catégorie Division 3 en 1992.
Entre 2008 et 2010, quand son agenda sur la F1 le lui permet, Julien Fébreau s'initie à la course automobile en s'engageant sur quelques épreuves de rallycross, au volant d'une Citroën C2 Challenge de 150 chevaux.
En 2011, Julien Fébreau s'engage dans la catégorie Super 1600 au volant d'une Citroën Saxo S1600 de 230 chevaux. Il s'impose dès sa deuxième course, lors de l'épreuve phare du championnat de France, à Lohéac, devant plus de 40 000 spectateurs.

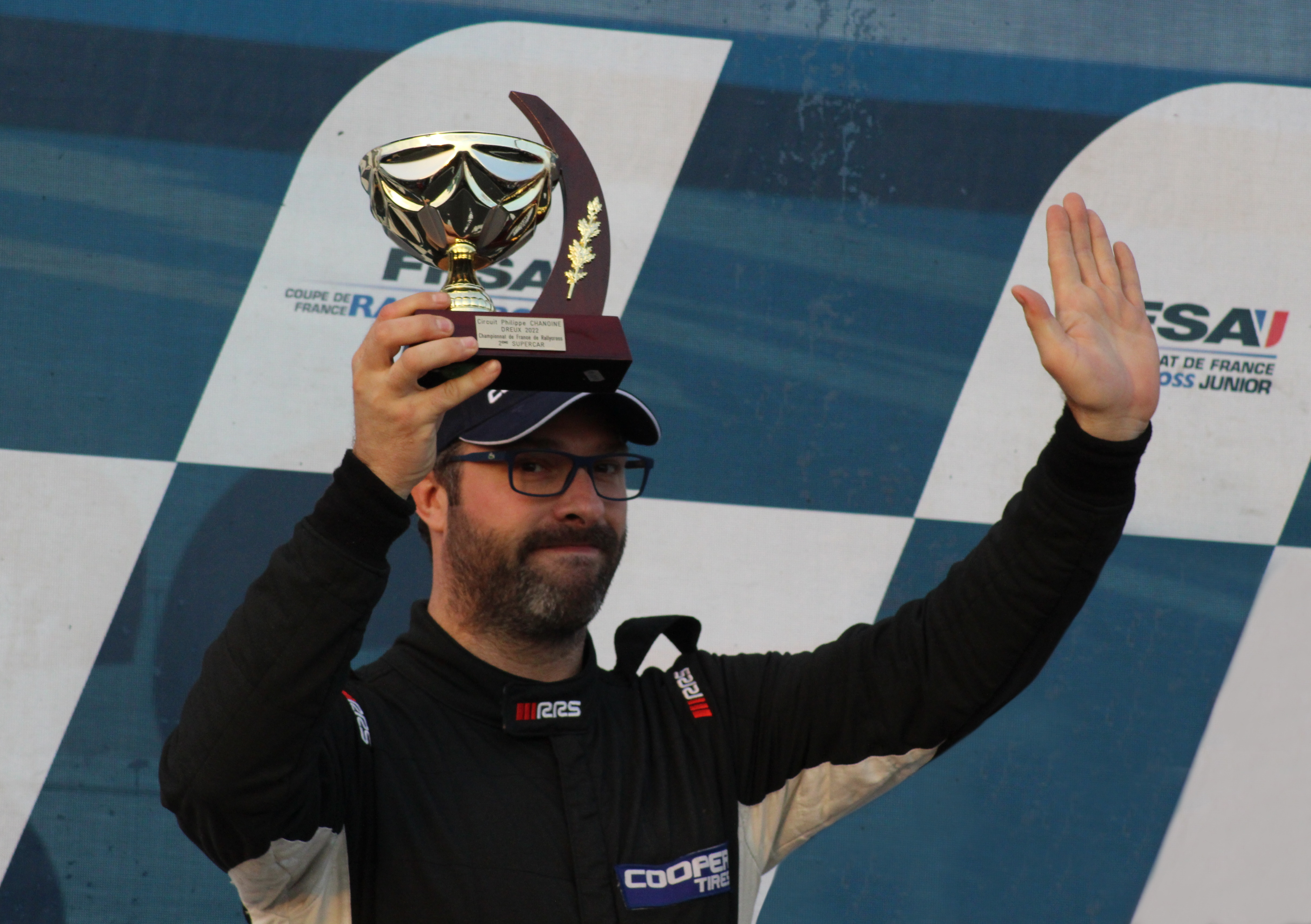
Julien Fébreau, deuxième de l'épreuve de rallycross de Dreux 2022.

Jusqu'en 2013, Julien Fébreau continue de s'engager sur plusieurs épreuves avec cette même voiture. Il participe à un total de dix courses et récolte cinq pole positions, sept podiums dont trois victoires.
En 2014, Julien Fébreau ne peut participer qu'à une seule course, lors de l'épreuve de Pont-de-Ruan, mais cette fois dans la catégorie Supercar au volant d'une Citroën C4 WRX de 550 ch. À la surprise générale, il remporte la course et devient le troisième pilote de l'histoire à s'imposer dès sa première participation dans la catégorie reine, après Jean-Luc Pailler et Davy Jeanney.
Au mois d'août, Julien Fébreau est invité à participer à la manche canadienne du championnat du monde FIA de Rallycross, à Trois-Rivières. Engagé dans la catégorie RX Lites, il termine troisième et devient ainsi le premier français de l'histoire à signer un podium à l'échelon mondial de la discipline.
En 2015, Julien Fébreau participe à deux épreuves du championnat de France Supercar, au sein de l'équipe écossaise Albatec Racing, au volant d'une Peugeot 208 WRX de 600 ch. Lors de l'épreuve de Faleyras, il se classe quatrième, avant de s'imposer quelques semaines plus tard à Pont-de-Ruan (Indre-et-Loire) pour la deuxième année consécutive.

#### Drift

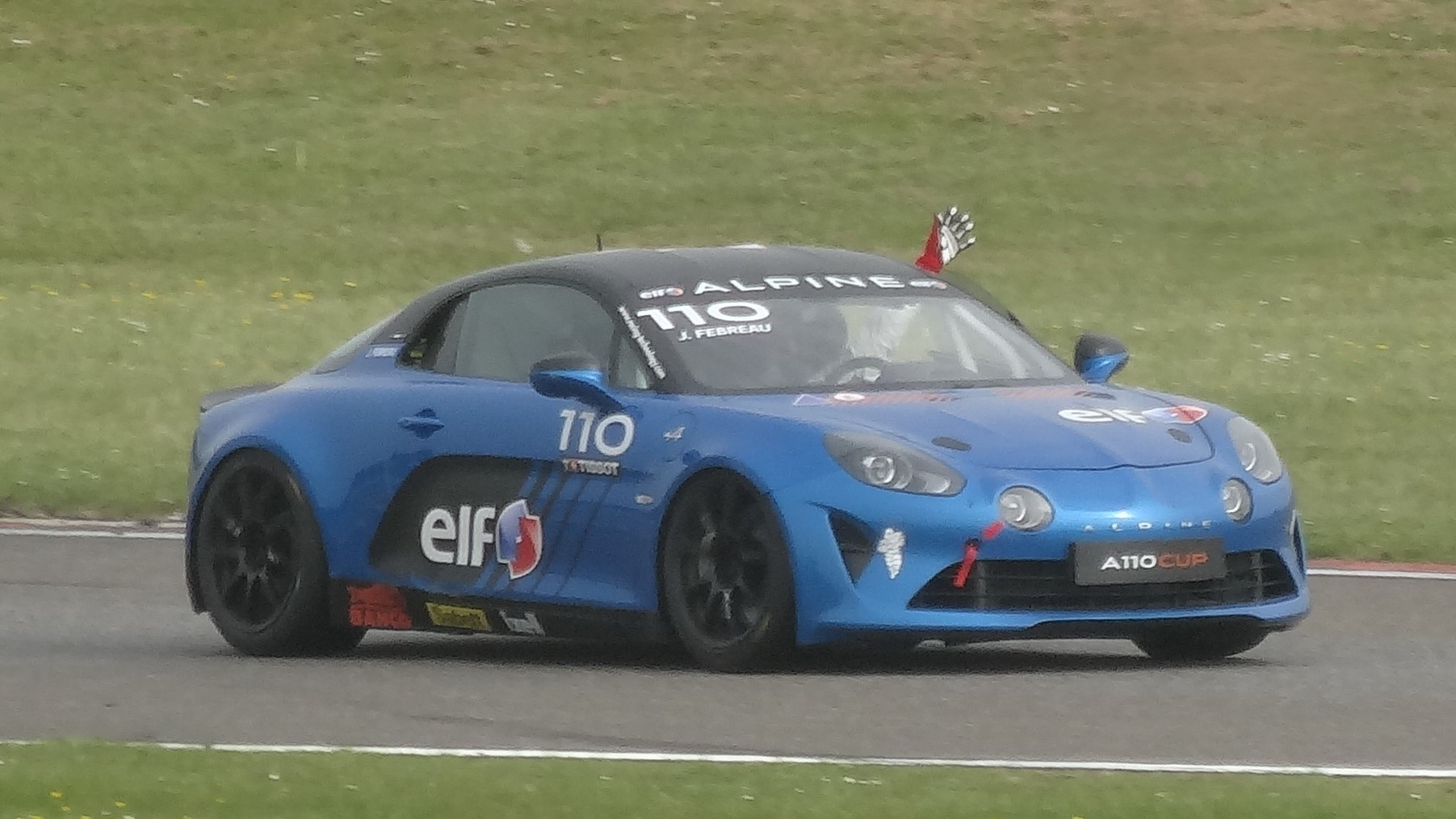
Julien Fébreau en 2019 en Alpine A110 à Nogaro.

Julien Fébreau découvre le drift, discipline importée du Japon et des États-Unis, lors de l'épreuve du championnat de France de drift de Lédenon, en 2013.
Il s'engagera à trois reprises dans le championnat de France 2014. D'abord sur le circuit de Croix en Ternois, en duo avec Franck Montagny, puis à Essay et Lédenon. À chaque fois, au volant de la Mustang de 650 chevaux de l'organisateur du championnat.

#### Trophée Andros
Julien Fébreau a participé au Trophée Andros en catégorie Élite (podiums à Andorre en 2019 et à Val Thorens en 2021)
Il est champion de la catégorie Élite en 2023,.

#### Autres engagements

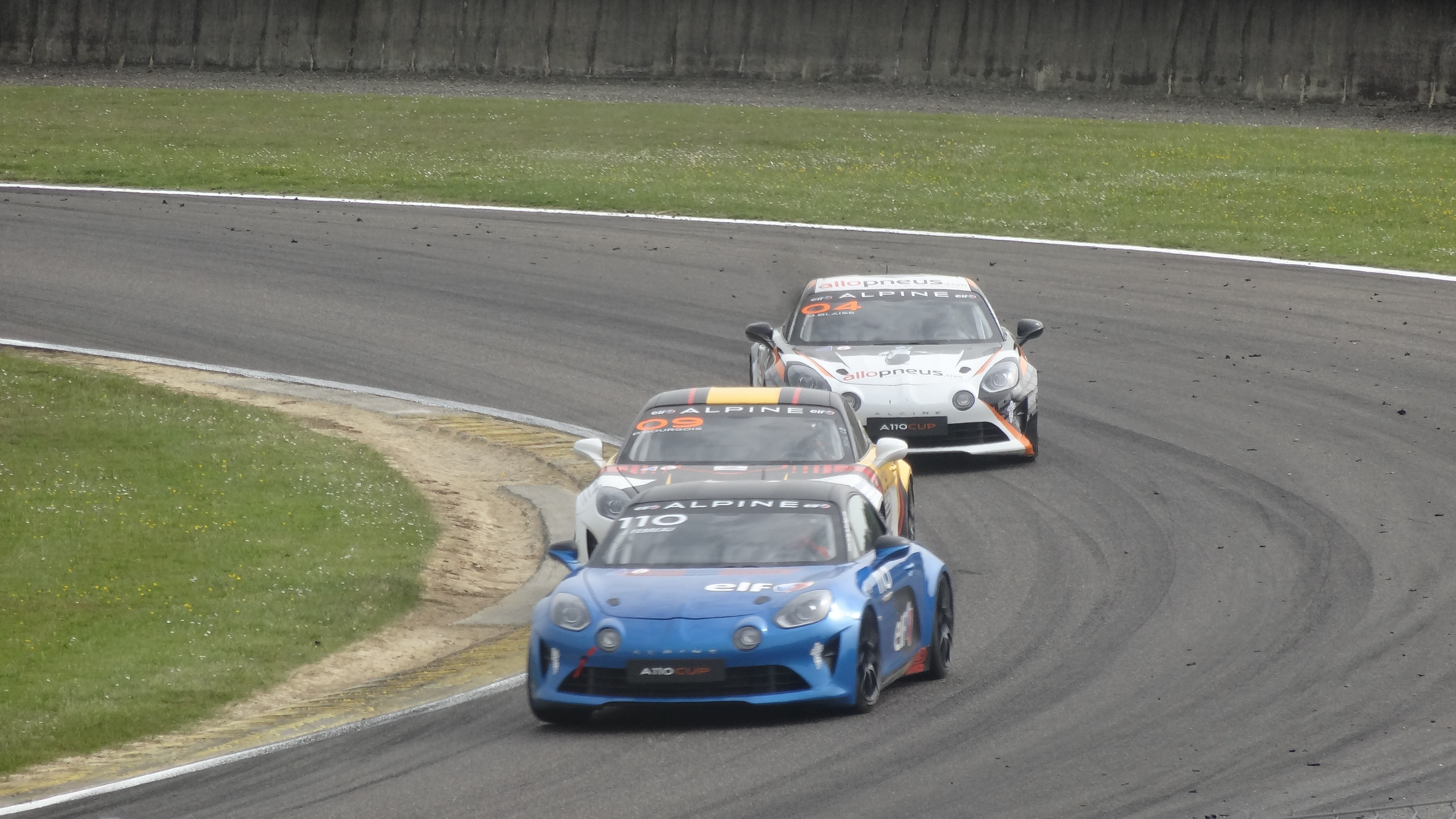
Julien Fébreau, ici en tête du groupe, durant sa pige en Alpine Elf Europa Cup à Nogaro.

En 2014, Julien Fébreau est invité à participer à une manche du championnat Mitjet Series 2L en tant que pilote de la voiture du Sébastien Loeb Racing. La manche, disputée les 26 et 27 avril sur le circuit Bugatti du Mans dans le cadre du GT Tour, comporte quatre courses. Il termine sixième des deux premières manches du samedi avant de s'imposer lors de la course 3, disputée sous la pluie devant les spécialistes de la discipline.
Cinq ans plus tard, il participe en tant que pilote-journaliste invité à la manche Nogarolienne de l'Alpine Elf Europa Cup 2019 disputée dans le cadre des Coupes de Pâques. Il termine la première course dixième et premier de la catégorie Gentleman puis recule d'un rang dans les deux classements lors de la seconde course.
Julien Fébreau a également commenté la Gotaga Shift Race, un tournoi e-sport fondé sur le jeu F1 2020 et organisé par Gotaga et son équipe le 21 juin 2021.
En 2024, Julien Fébreau est choisi dans le casting français du film d'animation Transformers : Le Commencement, où il interprètera un commentateur sportif.